# Registarske oznake u Češkoj
Registarske tablice kod vozila registrovanih u Češkoj Republici (na slici) imaju pet do sedam znakova (cifara i slova latinice, bez dijakritičkih znakova, osim slova G, O, Q, W - pošto bi se ova mogla pomešati sa C, V i cifrom 0), uz to da moraju sadržati minimalno jedno slovo i minimalno jedni cifru.
To daje 20 900 118 400 (više od 20 milijardi) mogućih kombinacija, što je praktično neograničeno. 
Praktično, registraciona oznaka se sastoji iz dve grupe oznaka:
- prva grupa je cifra-slovo-cifra gde se cifre dodeljuju redom a slovo označava administrativni region gde je registarska tablica izdata, a prema administrativnoj podeli Češke Republike, iz 2000. god.
- druga grupa je četvorocifrena oznaka

Između ove dve grupe oznaka nalaze se, jedan iznad drugog, dva profilisana kruga, u koje se, na registracionoj tablici pozadi, svake godine lepe oznake koje potvrđuju da je vozilo uspešno prošlo tehničku kontrolu i kontrolu emisija izduvnih gasova.
Na levom kraju se nalazi plava traku sa krugom od 12 žutih zvezdica i oznakom 'EU', ispod kojeg je ispisana međunarodna auto-oznaka Češke Republike - CZ.
Osim ovih najnovijih registarskih tablica, u Češkoj Republici postoji još nekoliko starijih tipova registarskih tablica, koje su i dalje važeće.
Najnovije tablice (tzv. 'krajske'), koje važe od 2002. godine, zbog zaštite privatnosti, ne otkrivaju u kom gradu je registrovano vozilo i imaju isti izgled za sve kategorije vozila i njihovih vlasnika. Svojim izgledom se izdvajaju samo tablice na vozilima pripadnika diplomatsko-konzularnih predstavništava (imaju plava slova) i vozila koja još nisu registrovana, ili koja ne ispunjavaju sadašnje zahteve za saobraćaj na kopnenim komunikacijama - veterani (zelene cifre).
Prve serije ovih tablica, sa leve strane imaju slobodan prostor, a tablice izdate posle 1. maja 2004. (dan ulaska u EU) na ovom mestu imaju spomenutu plavu traku sa dvanaest žutih zvezdica i međunarodnom auto-oznakom za Češku republiku - CZ.
Starije tablice (iz perioda pre ulaska Češke Republike u EU) bile su bazirane na opštinskim oznakama: 2 ili 3 slova (oznaka opštine) - prazan prostor - dve grupe po dve cifre.
Ovakve tablice imale su posebnu boju za vozila iz Rent-a-car agencija (crvena slova), teretna vozila su imale žutu podlogu (umesto standardne bele), a strani državljani (verovatno radi lakše kontrole njihovog kretanja) dobijali su tablice iste kao diplomatske, što je bila češka specifičnost.

## Oznake od 2001. godine
| - A – grad Prag - B – Južnomoravski kraj (Brno) - C – Južnočeški kraj (Češke Budjejovice) - E – Pardubički kraj (Pardubice) - H – Kralovehradečki kraj (Hradec Kralove) - J – Kraj Visočina (Jihlava) - K – Karlovarski kraj (Karlove Vari) | - L – Liberečki kraj (Liberec) - M – Olomoucki kraj (Olomouc) - P – Plzenjski kraj (Plzenj) - S – Srednjočeški kraj (Prag) - T – Moravsko-Šleski kraj (Ostrava) - U – Ustečki kraj (Usti na Labi) - Z – Zlinski kraj (Zlin) |